# The Institute of Optometry
The Institute of Optometry (littéralement en français l'Institut d'Optométrie), est un centre d'optométrie basé dans le sud de Londres, en Angleterre au 52-56 Newington Causeway. Il a été créé en 1922 sous le nom de London Refraction Hospital.

## Histoire
Le London Refraction Hospital (LRH) est créée en octobre 1922 par l'Institute of Ophthalmic Opticians. Il s'agit alors du tout premier institut de ce type au monde. Le premier comité de direction est composé d'Owen Aves (président), F. W. Bateman, J. H. Cuff, F. W. Dadd, G. E. Houghton et W. H. Nichols. Le premier secrétaire est F. T. Gregg. James Forrest, qui était chirurgien oculiste, a également participé à la fondation,.
Le LRH est agrandi et remodelé en octobre 1928 et rouvert en février 1929 par la comtesse de Mayo. En novembre 1938, il est reconstitué sur ordre de la Charity Commission.
Le deuxième Lord Charnwood est actif dans la direction du London Refraction Hospital après la Seconde Guerre mondiale.
En 1985, Rishi Agarwal suggère dans Optometry Today qu'« en plus de faire des efforts pour un Collège royal des optométristes, des efforts devraient également être faits pour un statut royal pour le LRH »,.
Le LRH change son nom en 1988 pour son nom actuel.
En 2008, l'Institut, en partenariat avec la London South Bank University, crée un programme de doctorat en optométrie de troisième cycle. Il s'agit du premier doctorat professionnel en optométrie selon cette description proposé au Royaume-Uni, distinct d'un doctorat traditionnel,.